# Lekkoatletyka na Letnich Igrzyskach Olimpijskich 1936 – bieg na 400 m mężczyzn

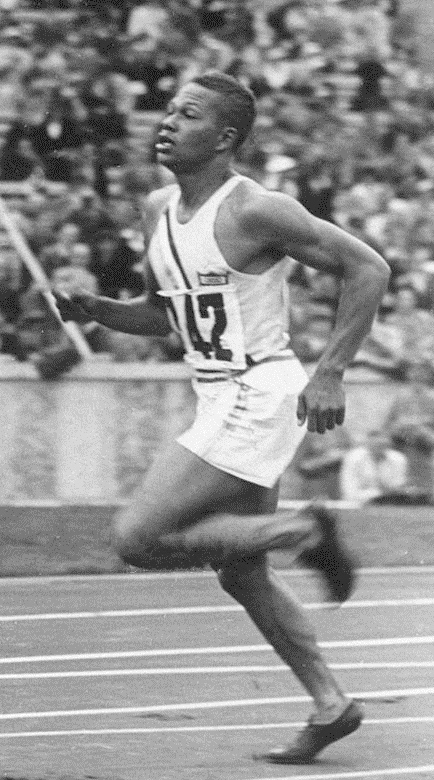
Archie Williams

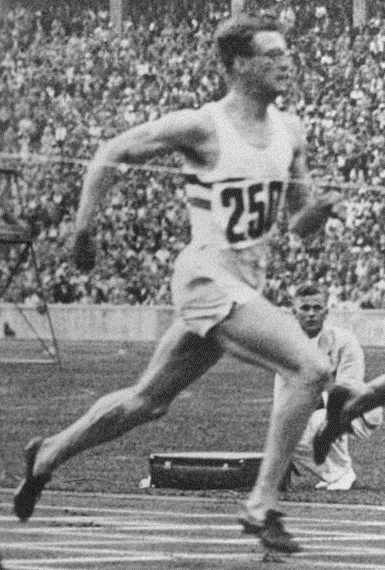
Godfrey Brown

Bieg na 400 metrów mężczyzn był jedną z konkurencji rozgrywanych podczas XI Letnich Igrzysk Olimpijskich. Biegi zostały rozegrane w dniach 6 i 7 sierpnia 1936 roku na Stadionie Olimpijskim w Berlinie. Wystartowało 42 zawodników z 25 krajów.

## Rekordy
|                   | Zawodnik        | Wynik | Miejsce     | Data                 |
| ----------------- | --------------- | ----- | ----------- | -------------------- |
| Rekord świata     | Archie Williams | 46,1  | Chicago     | 19 czerwca 1936(dts) |
| Rekord olimpijski | Bill Carr       | 46,2  | Los Angeles | 5 sierpnia 1932(dts) |

## Terminarz
| Data            |              | Godzina |
| --------------- | ------------ | ------- |
| 6 sierpnia 1936 | Eliminacje   | 10:30   |
| 6 sierpnia 1936 | Ćwierćfinały | 15:15   |
| 7 sierpnia 1936 | Półfinały    | 15:00   |
| 7 sierpnia 1936 | Finał        | 17:30   |

## Wyniki

### Eliminacje
Z każdego z 8 biegów do ćwierćfinału awansowało po trzech najlepszych zawodników.

#### Bieg 1

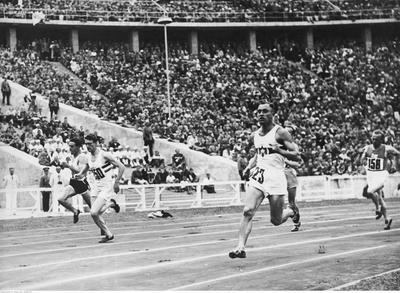
Drugi ćwierćfinał: od lewej Fritz, Brown, Blazejezak i Strandvall

| Poz. | Zawodnik        | Reprezentacja   | Czas | Uwagi |
| ---- | --------------- | --------------- | ---- | ----- |
| 1.   | Bill Roberts    | Wielka Brytania | 48,1 | Q     |
| 2.   | Olle Danielsson | Szwecja         | 48,6 | Q     |
| 3.   | John Loaring    | Kanada          | 49,1 | Q     |
| 4.   | Albert Jud      | Szwajcaria      | 49,4 |       |
| 5.   | Tibor Ribényi   | Węgry           | 50,1 |       |
| –    | Paul Pace       | Malta           | DNS  |       |

#### Bieg 2

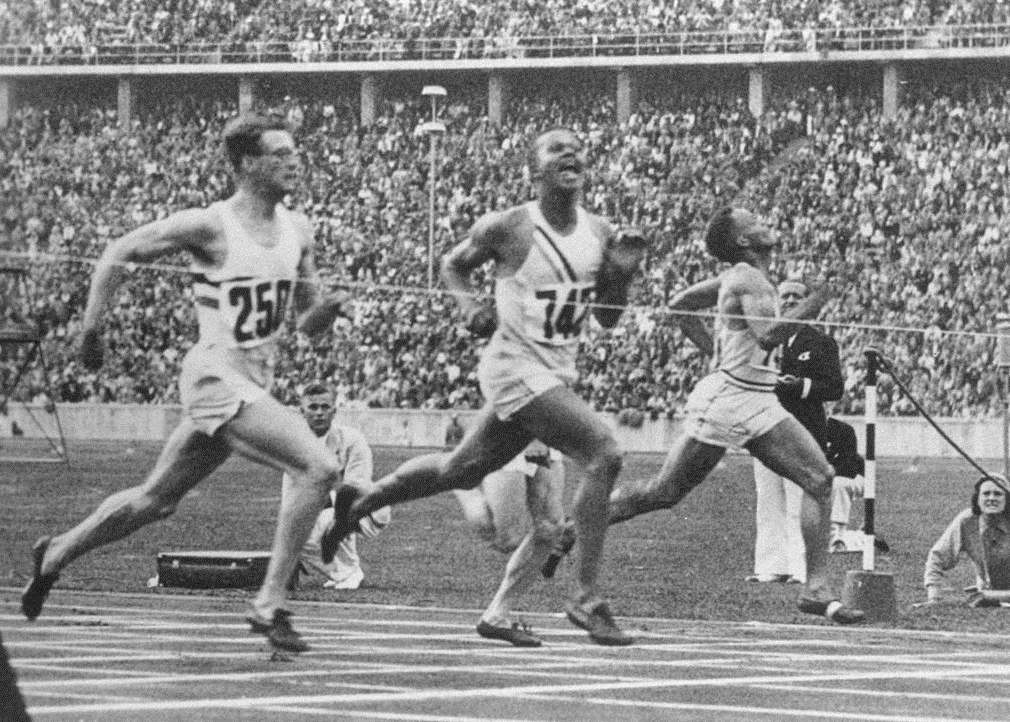
Finisz biegu finałowego: od lewej Brown, Williams i LuValle

| Poz. | Zawodnik               | Reprezentacja     | Czas | Uwagi |
| ---- | ---------------------- | ----------------- | ---- | ----- |
| 1.   | Georges Henry          | Francja           | 49,2 | Q     |
| 2.   | Karel Kněnický         | Czechosłowacja    | 49,6 | Q     |
| 3.   | Dennis Shore           | Południowa Afryka | 49,9 | Q     |
| 4.   | Sven Strömberg         | Szwecja           | 49,4 |       |
| 5.   | Johann Baptist Gudenus | Austria           | 50,1 |       |
| –    | Antonio Cuba           | Peru              | DNS  |       |

#### Bieg 3
| Poz. | Zawodnik       | Reprezentacja    | Czas | Uwagi |
| ---- | -------------- | ---------------- | ---- | ----- |
| 1.   | Godfrey Brown  | Wielka Brytania  | 48,8 | Q     |
| 2.   | Mario Lanzi    | Włochy           | 49,3 | Q     |
| 3.   | Adolf Metzner  | III Rzesza       | 50,2 | Q     |
| 4.   | Muhammad Ubajd | Królestwo Egiptu | 50,5 |       |
| 5.   | Jean Verhaert  | Belgia           | 50,7 |       |
| 6.   | Leonard Dai    | Chiny            | 52,4 |       |

#### Bieg 4
| Poz. | Zawodnik            | Reprezentacja     | Czas | Uwagi |
| ---- | ------------------- | ----------------- | ---- | ----- |
| 1.   | Harold Smallwood    | Stany Zjednoczone | 49,0 | Q     |
| 2.   | Marshall Limon      | Kanada            | 49,2 | Q     |
| 3.   | József Vadas        | Węgry             | 49,2 | Q     |
| 4.   | Rolf Schønheyder    | Norwegia          | 49,4 |       |
| 5.   | Antônio de Carvalho | Brazylia          | 49,4 |       |
| 6.   | Hiroyoshi Kubota    | Japonia           | 50,8 |       |
| –    | Eugen Kappler       | Rumunia           | DNS  |       |

#### Bieg 5
| Poz. | Zawodnik             | Reprezentacja     | Czas | Uwagi |
| ---- | -------------------- | ----------------- | ---- | ----- |
| 1.   | James LuValle        | Stany Zjednoczone | 49,1 | Q     |
| 2.   | Juan Carlos Anderson | Argentyna         | 49,4 | Q     |
| 3.   | Zoltán Zsitva        | Węgry             | 49,8 | Q     |
| 4.   | Francisc Nemeș       | Rumunia           | 50,9 | [ 3 ] |
| 5.   | Keiji Imai           | Japonia           | 51,0 |       |
| –    | Marsilio Rossi       | Włochy            | DNS  |       |

#### Bieg 6
| Poz. | Zawodnik           | Reprezentacja   | Czas | Uwagi |
| ---- | ------------------ | --------------- | ---- | ----- |
| 1.   | Hermann Blazejezak | III Rzesza      | 47,9 | Q     |
| 2.   | Godfrey Rampling   | Wielka Brytania | 48,6 | Q     |
| 3.   | Börje Strandvall   | Finlandia       | 49,3 | Q     |
| 4.   | Raymond Boisset    | Francja         | 49,5 |       |
| 5.   | Jean Krombach      | Luksemburg      | 50,4 |       |
| –    | Felix Rinner       | Austria         | DNS  |       |

#### Bieg 7
| Poz. | Zawodnik            | Reprezentacja     | Czas | Uwagi |
| ---- | ------------------- | ----------------- | ---- | ----- |
| 1.   | Archie Williams     | Stany Zjednoczone | 47,8 | Q     |
| 2.   | William Fritz       | Kanada            | 49,0 | Q     |
| 3.   | Gunnar Christensen  | Dania             | 49,3 | Q =   |
| 4.   | Toyoji Aihara       | Japonia           | 50,2 |       |
| 5.   | Raúl Muñoz          | Chile             | 50,5 |       |
| –    | Klemens Biniakowski | Polska            | DNS  |       |

#### Bieg 8
| Poz. | Zawodnik               | Reprezentacja    | Czas | Uwagi |
| ---- | ---------------------- | ---------------- | ---- | ----- |
| 1.   | Pierre Skawinski       | Francja          | 48,9 | Q     |
| 2.   | Bertil von Wachenfeldt | Szwecja          | 49,0 | Q     |
| 3.   | Rudolf Klupsch         | III Rzesza       | 49,1 | Q     |
| 4.   | Alfred König           | Austria          | 49,4 |       |
| 5.   | Gyan Bhalla            | Indie Brytyjskie | 52,4 |       |
| –    | Otello Spampani        | Włochy           | DNS  |       |

### Ćwierćfinały
Do półfinału z każdego ćwierćfinału awansowało trzech najlepszych zawodników.

#### Bieg 1
| Poz. | Zawodnik           | Reprezentacja     | Czas | Uwagi |
| ---- | ------------------ | ----------------- | ---- | ----- |
| 1.   | Bill Roberts       | Wielka Brytania   | 47,7 | Q     |
| 2.   | Harold Smallwood   | Stany Zjednoczone | 48,6 | Q     |
| 3.   | Mario Lanzi        | Włochy            | 48,8 | Q     |
| 4.   | Zoltán Zsitva      | Węgry             | 49,4 |       |
| 5.   | Dennis Shore       | Południowa Afryka | 49,6 |       |
| 6.   | Gunnar Christensen | Dania             | 51,0 |       |

#### Bieg 2
| Poz. | Zawodnik               | Reprezentacja   | Czas | Uwagi |
| ---- | ---------------------- | --------------- | ---- | ----- |
| 1.   | Hermann Blazejezak     | III Rzesza      | 48,2 | Q     |
| 2.   | Godfrey Brown          | Wielka Brytania | 48,3 | Q     |
| 3.   | William Fritz          | Kanada          | 48,4 | Q     |
| 4.   | Bertil von Wachenfeldt | Szwecja         | 48,5 |       |
| 5.   | Georges Henry          | Francja         | 49,4 |       |
| 6.   | Börje Strandvall       | Finlandia       | 49,9 |       |

#### Bieg 3
| Poz. | Zawodnik             | Reprezentacja     | Czas | Uwagi |
| ---- | -------------------- | ----------------- | ---- | ----- |
| 1.   | Archie Williams      | Stany Zjednoczone | 48,0 | Q     |
| 2.   | Juan Carlos Anderson | Argentyna         | 48,9 | Q     |
| 3.   | John Loaring         | Kanada            | 49,3 | Q     |
| 4.   | Olle Danielsson      | Szwecja           | 49,6 |       |
| –    | Adolf Metzner        | III Rzesza        | DNS  |       |
| –    | József Vadas         | Węgry             | DNS  |       |

#### Bieg 4
| Poz. | Zawodnik         | Reprezentacja     | Czas | Uwagi |
| ---- | ---------------- | ----------------- | ---- | ----- |
| 1.   | James LuValle    | Stany Zjednoczone | 47,6 | Q     |
| 2.   | Pierre Skawinski | Francja           | 48,0 | Q     |
| 3.   | Godfrey Rampling | Wielka Brytania   | 48,0 | Q     |
| 4.   | Rudolf Klupsch   | III Rzesza        | 48,8 |       |
| 5.   | Marshall Limon   | Kanada            | 48,9 |       |
| 6.   | Karel Kněnický   | Czechosłowacja    | 49,6 |       |

### Półfinały
Z każdego z półfinałów do finału awansowało trzech najlepszych zawodników.

#### Bieg 1
| Poz. | Zawodnik         | Reprezentacja     | Czas | Uwagi |
| ---- | ---------------- | ----------------- | ---- | ----- |
| 1.   | Archie Williams  | Stany Zjednoczone | 47,2 | Q     |
| 2.   | Bill Roberts     | Wielka Brytania   | 48,0 | Q     |
| 3.   | John Loaring     | Kanada            | 48,1 | Q     |
| 4.   | Mario Lanzi      | Włochy            | 48,2 |       |
| 5.   | Pierre Skawinski | Francja           | 52,0 |       |
| –    | Harold Smallwood | Stany Zjednoczone | DNS  |       |

#### Bieg 2
| Poz. | Zawodnik             | Reprezentacja     | Czas | Uwagi |
| ---- | -------------------- | ----------------- | ---- | ----- |
| 1.   | James LuValle        | Stany Zjednoczone | 47,1 | Q     |
| 2.   | Godfrey Brown        | Wielka Brytania   | 47,3 | Q     |
| 3.   | William Fritz        | Kanada            | 47,4 | Q =   |
| 4.   | Godfrey Rampling     | Wielka Brytania   | 47,5 |       |
| 5.   | Juan Carlos Anderson | Argentyna         | 48,5 |       |
| 6.   | Hermann Blazejezak   | III Rzesza        | 49,2 |       |

### Finał
| Poz. | Zawodnik        | Reprezentacja     | Czas | Uwagi |
| ---- | --------------- | ----------------- | ---- | ----- |
| 1.   | Archie Williams | Stany Zjednoczone | 46,5 |       |
| 2.   | Godfrey Brown   | Wielka Brytania   | 46,7 | [ 7 ] |
| 3.   | James LuValle   | Stany Zjednoczone | 46,8 |       |
| 4.   | Bill Roberts    | Wielka Brytania   | 46,8 |       |
| 5.   | William Fritz   | Kanada            | 47,8 |       |
| 6.   | John Loaring    | Kanada            | 48,2 |       |